# Église Sainte-Florence de Paron
L'église Sainte-Florence est une église catholique dépendant de l'archidiocèse de Sens qui se trouve dans la commune de Paron dans l'Yonne. Elle est dédiée à sainte Florence et a pour patron secondaire, saint Bond, ermite de la région au VIIe siècle, installée sur la colline voisine. Autrefois église paroissiale, elle dépend depuis 2016 de la paroisse Saint-Bond du Sénonais.

## Description
La nef formant un parallélogramme a un vaisseau de 19,60 mètres de longueur et de 8,20 mètres de largeur. La hauteur de la voûte est de 6,90 mètres. La hauteur du sanctuaire est de 11 mètres. 

## Historique

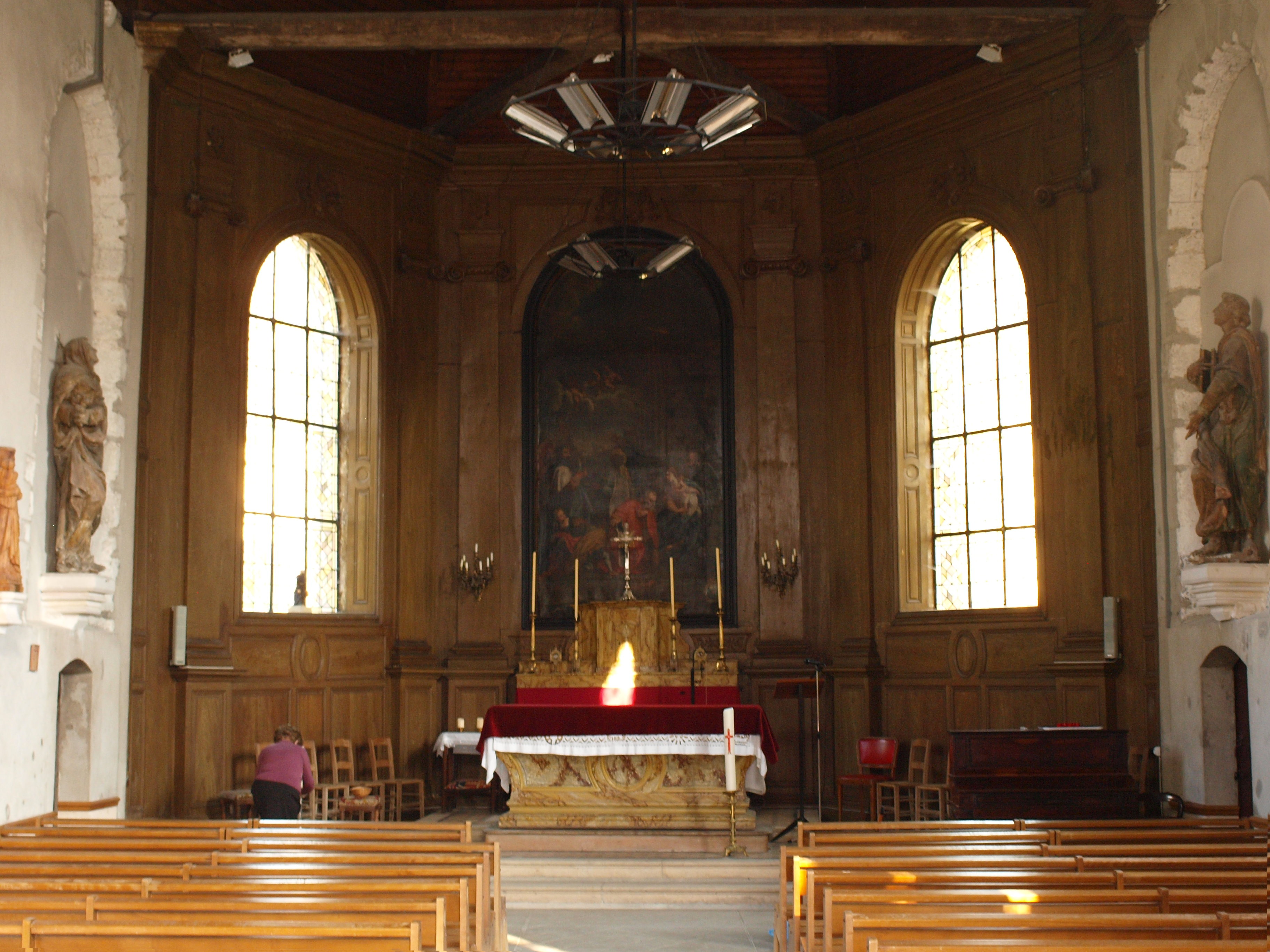
Intérieur de l'église.

L'église Sainte-Florence appartenait autrefois à l'ancien château médiéval de Paron. Le chœur et le sanctuaire datent du XIIIe siècle et sont remaniés au XVIIIe siècle. C'était l'ancienne chapelle du château qui est donnée à la paroisse en 1750 par le seigneur de Paron. La nef est construite en 1751 selon les plans d'Adenis, architecte à Sens. Le chevet possède trois absides. Le petit clocheton en ardoise date du XVIIIe siècle. 
Les deux cloches ont été posées le 21 octobre 1791, l'ancienne cloche étant abîmée. L'une est baptisée Antoinette, provenant de la paroisse Saint-Pregts de Sens, l'autre, plus petite du nom de Rochette, provient de l'église Saint-Pierre-le-Rond de Sens.
L'église possède aussi des restes de deux vitraux du XVIe siècle (1556) représentant la Création d'Ève et Saint Bond venant chercher de l'eau à la fontaine.
Les contreforts datent du XIVe siècle et les boiseries et pilastres corinthiens du XVIIIe siècle.
On remarque une belle croix à proximité, édifiée en 1532, qui se trouvait autrefois au pied de la colline Saint-Bond, à l'endroit où l'archevêque Arnulphe de Sens (ou Arnoul avait fondé vers 650 un monastère de religieuses sous le vocable de saint Médard). Il fut détruit par les Normands au IXe siècle.
Chaque année, le chapitre cathédral de l'Archevêché de Sens, à la procession des Rogations, en se rendant de l'église de Saint-Bond à celle de Saint-Martin faisait une station devant cette croix. Le préchantre y chantait trois fois : Sancte Medarde, ora pro nobis, pour cette courte prière on lui donnait dix écus ou une vache à son choix.